# FC Severnav Turnu-Severin
FC Severnav Turnu-Severin este un club de fotbal din Drobeta Turnu-Severin, Mehedinți care în prezent evoluează sub numele de FC Drobeta Turnu Severin (desființată 2010).
Clubul s-a înființat în anul 1918, cea mai mare performanță fiind promovarea în Liga a II-a în sezonul 2006-2007 sub denumirea de Severnav.

## Istorie
În sezonul 2006-2007, sub numele de Severnav Drobeta- Turnu Severin, echipa promovează în eșalonul secund și revine la titulatura de Drobeta.

## Stadionul
- Nume:severnav
- Inaugurat:
- Capacitate:1.000 locuri

## Palmares
Liga a II-a
- locul 5 (2007-2008)

Liga a IV-a Mehedinți
- Campioană (5): 1992–93, 1993–94, 1994–95, 1995–96, 1998–99

Cupa României 1
- (1942-1943) , șaisprezecimi (2007-2008)

## Foști Jucători
- Gabriel Boștină
- Valentin Coca
- Cătălin Ioan Trofin
- George Liviu Ușurelu
- Valeriu Ioan Mieilă
- Tudor Ulrich
- Erceanu Marian-Daniel

## Fotogalerie

Logo Vechi